# شان پرتوی
شان پرتوی (انگلیسی: Sean Pertwee؛ زادهٔ ۴ ژوئن ۱۹۶۴) یک هنرپیشه اهل بریتانیا است. وی از سال ۱۹۷۵ میلادی تاکنون مشغول فعالیت بوده‌است.
از فیلم‌ها یا برنامه‌های تلویزیونی که وی در آن نقش داشته است می‌توان به در آغاز، آخر هفته کثیف، افسانه مومیایی، روز رستاخیز، آب‌میوه آبی، آخرین فرود، دعوت‌نامه و تاریخ جهش‌یافتگان اشاره کرد.
وی در سریال گاتهام نقش آلفرد پنی ورث را داشت.